# Neurothemis decora
Neurothemis decora – gatunek ważki z rodziny ważkowatych (Libellulidae).